# Lappula lappula
Lappula lappula là loài thực vật có hoa trong họ Mồ hôi. Loài này được (L.) H. Karst. mô tả khoa học đầu tiên năm 1882.